# Ouzoud-Fälle
Die Ouzoud-Fälle (Zentralatlas-Tamazight ⵉⵎⵓⵣⵣⴰⵔ ⵏ ⵡⵓⵥⵓⴹ Imuzzar n Wuẓuḍ, arabisch شلالات أوزود schallālāt Ūzūd, französisch cascades d’Ouzoud) sind die höchsten und wasserreichsten Wasserfälle Marokkos. Am imposantesten sind sie nach den winterlichen Regenfällen im Frühjahr.

## Lage
Die Wasserfälle gehören zum Oued Tissakht und befinden sich in einer Höhe von ca. 1060 m im Mittleren Atlas in der Nähe des Dorfes Ouzoud in der Azilal, ca. 150 km (Fahrtstrecke) nordöstlich von Marrakesch bzw. ca. 75 km südwestlich von Beni Mellal.

## Toponym
Ouzoud ist in der regionalen Berbersprache das Wort für „Olive“ und bezieht sich auf diverse Öl- und Getreidemühlen in der Nähe der Fälle.

## Beschreibung
Das Wasser fällt in mehreren Kaskaden und mehrstufig 110 m über rote Felsen und münden in einen kleinen See. Die Ufer der Wasserfälle sind von Feigenbäumen und urwaldähnlichen Lianen bewachsen. Auf einem Fußweg kann man an die Oberkante der Wasserfälle und auf einem steilen Weg auf der rechten Seite der Wasserfälle nach unten gelangen. Unten kann man mit einer kleinen Fähre den Fluss überqueren und auf dem normalen Weg über die Treppen wieder nach oben gelangen.

## Sonstiges
Oberhalb der Fälle befinden sich einige Mühlen, die noch in Betrieb sind. Tagsüber und in der Dämmerung können Berberaffen beobachtet werden.